# Muqabla
Pour plus de détails, voir Fiche technique et Distribution.
Muqabla est un film indien réalisé par T. Rama Rao sorti en 14 mai 1993.  
C'est la première collaboration de Karishma Kapoor et Govinda à l'écran.

## Synopsis
Suraj et Deepak sont frères et mènent une vie misérable dans leur village. Afin de subvenir à leurs besoins, ils décident de s'installer en ville où ils trouvent du travail dans la police.

## Distribution
- Govinda
- Karishma Kapoor
- Paresh Rawal
- Shakti Kapoor
- Aditya Pancholi
- Asrani
- Aruna Irani
- Farha Naaz